# Feedback (Janet Jackson)
Feedback è il primo singolo estratto dal decimo album in studio della cantante statunitense Janet Jackson, Discipline pubblicato dalla Island Records nel 2008.
Negli Stati Uniti il singolo raggiunse la numero 19 nella Billboard Hot 100 e conquistò inoltre il 1º posto nella classifica dance e il 7º in quella dei brani digitali, venendo certificato con un Disco di platino dalla RIAA per vendite superiori ad un milione di copie nei soli Stati Uniti. A livello internazionale raggiunse la numero 3 in Canada e la numero 5 in Belgio, ma non andò particolarmente bene nel resto delle nazioni.

## Descrizione
La canzone è stata scritta e prodotta da Rodney "Darkchild" Jerkins e D'Mile, con un'ulteriore scrittura di Tasleema Yasin e LaShawn Daniels. Il testo parla della spavalderia sessuale della Jackson e nel suo ritornello la cantante confronta il proprio corpo con strumenti come una chitarra e un amplificatore, usando metafore a sfondo sessuale. Feedback fonde elettropop, dance-pop e rhythm and blues, incorporando anche elementi di eurodance e hip hop.

## Video musicale
Il videoclip di Feedback fu diretto dal regista britannico Saam Farahmand a New York.
Le coreografie furono curate dal coreografo e collaboratore di vecchia data della Jackson, Gil Duldulao Jr. Il video ha un'ambientazione futuristica e astratta allo stesso tempo, dove la Jackson appare inizialmente vestita in un abito attillato completamente nero e con i capelli lisci legati in una lunga coda di cavallo, cantando come una semi-dea gigante che si arrampica su dei minuscoli pianeti. In seguito l'ambientazione passa dalla superficie di un asteroide ad una simbolica Via Lattea fatta letteralmente di latte, a sottolineare l'astrattismo del video, dove la cantante balla in una sofisticata coreografia con dei ballerini vestiti tutti di nero. Sul finale del video, la cantante appare in un diverso abito attillato, questa volta completamente rosso, mentre danza da sola in una versione solo strumentale del pezzo, mentre fa roteare in aria sei piccoli globi luminosi realizzati in CGI.
La prima del video si tenne il 7 gennaio 2008 su Yahoo! Music e in seguito su altri canali musicali come MTV. A fine anno, Yahoo! Music incluse il video al decimo posto dei video più visti del 2008 mentre Rolling Stone lo inserì al terzo posto nella classifica dei video più costosi del 2008, con un budget stimato in 186.000 dollari.

## Esibizioni dal vivo
La cantante interpretò il pezzo dal vivo in molti programmi TV statunitensi come Good Morning America, The Ellen DeGeneres Show e TRL di MTV. La Jackson insegnò anche alcuni passi della coreografia del video al giornalista Larry King durante un siparietto seguito da un'apparizione della cantante al Larry King Live. Venne anche eseguita dalla cantante nei suoi tour: Rock Witchu Tour (2008), Number Ones: Up Close and Personal World Tour (2011), Unbreakable World Tour (2015-2016), State of the World Tour (2017-2019), nel suo residency show tenutosi a Las Vegas, Janet Jackson: Metamorphosis (2019) e nel Together Again Tour (2023-2024).

## Tracce
Singolo vinile 12" Regno Unito
1. Feedback (Album Version) – 3:38
2. Feedback (Instrumental) – 3:57
3. Feedback (Ralphi Rosario Electroshok Radio Mix) – 3:44

Singolo CD Giappone
1. Feedback (Album Version) – 3:38
2. Feedback (Instrumental) – 3:57

Singolo CD Australia/Francia
1. Feedback (Radio Edit) – 3:56
2. Feedback (Ralphi Rosario Electroshok Radio Mix) – 3:44

Singolo CD maxi Germania
1. Feedback (Radio Edit) – 3:56
2. Feedback (Ralphi Rosario Electroshok Radio Mix) – 3:44
3. Feedback (Ralphi Rosario Electroshok Club Mix) – 8:10
4. Feedback (Video) – 4:08

## Classifiche
| Classifiche (2008)       | Posizione |
| ------------------------ | --------- |
| Belgio (Fiandre)         | 19        |
| Belgio (Vallonia)        | 5         |
| Canada                   | 3         |
| Francia                  | 36        |
| Norvegia                 | 16        |
| Nuova Zelanda            | 17        |
| Stati Uniti (Hot 100)    | 19        |
| Stati Uniti (dance/club) | 1         |